# 磁州窯

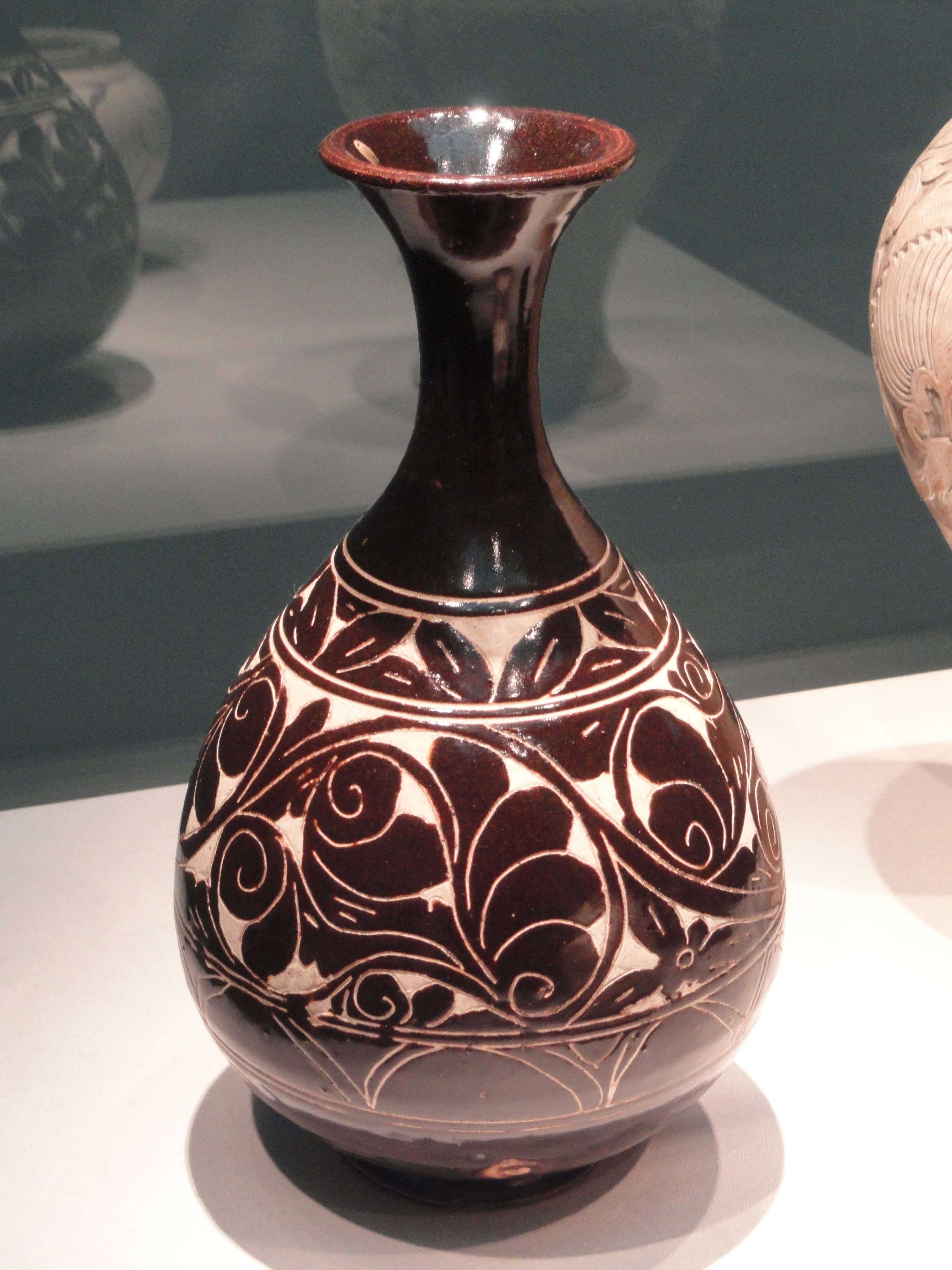
磁州窯の瓶（フリーア美術館蔵）

磁州窯（じじゅうがま）は、中国河北省磁州（現在の磁県）を中心に、華北一帯に広がった窯業地とその製品の総称。起源は唐代と言われ、焼き物全般の名称である「磁器」の語源ともされる。
『原色陶器大辞典』の「磁器」の項には、「漢字の磁器の語は瓷器の俗字で、明時代の随筆『五雑爼』には『今俗語に窯器を謂ひて磁器となすは蓋し河南磁州窯最も多く産するによりて相沿ひて之を名く』とある」と書かれている。
最盛期は宋から金時代（10～12世紀頃）で、鉄分を含んだ灰色の素地に素地に白い土を掛け、その上に透明釉を掛けるいわゆる白化粧の陶磁器が特徴。さらに装飾技法として代表的なのが、白化粧した素地に黒泥を掛けた後、黒泥のみを掻き落として模様を描く「白黒掻落とし」である。